# برنساید ریور
برنساید ریور (به انگلیسی: Burnside River) رودخانه‌ای است که در کانادا جریان دارد.